# Activo, pasivo y versátil

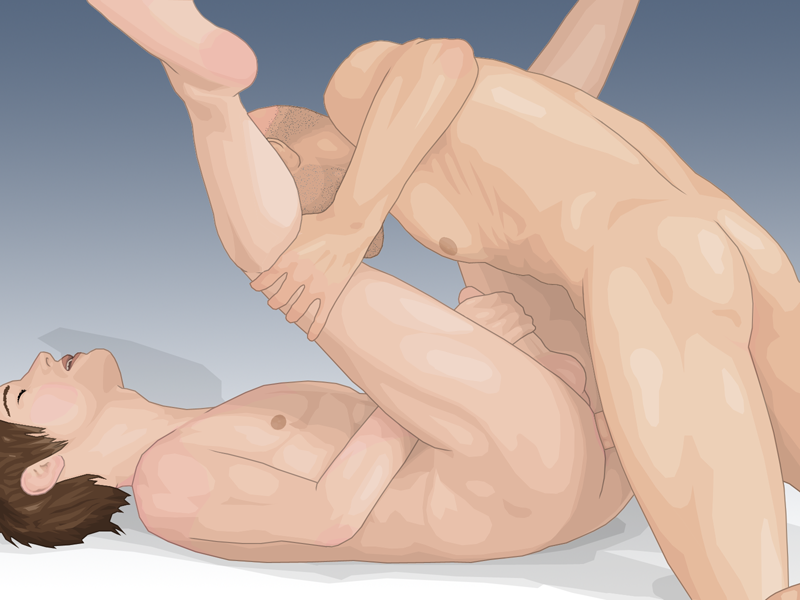
El hombre a la derecha es el "activo" y el hombre a la izquierda es el "pasivo"

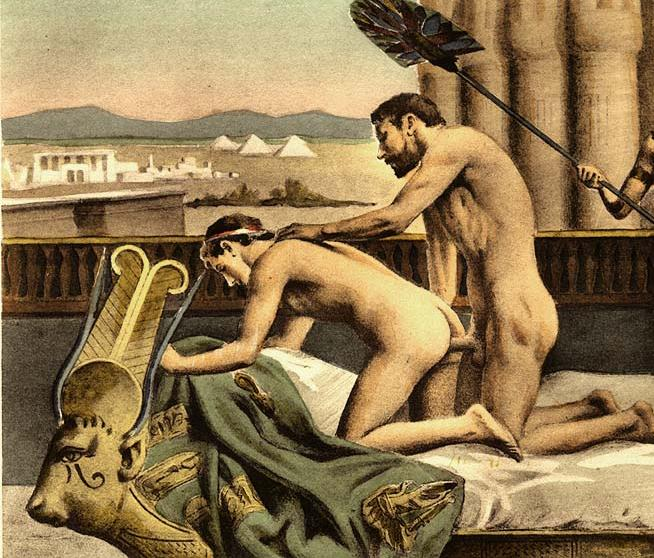
Pintura erótica del siglo XIX mostrando a Adriano como "activo" con Antínoo por Paul Avril

En sexualidad humana, activo, pasivo y versátil son posiciones de sexo durante la actividad sexual, especialmente entre dos hombres. Un activo es normalmente la persona que penetra; un pasivo es normalmente quién recibe la penetración; y un versátil participa en ambas actividades o está abierto a participar en cualquier actividad. Estos términos pueden ser elementos de autoconcepto que indica la preferencia habitual de un individuo, pero también podría describir identidades sexuales más amplias.

## Activo
El activo es normalmente la persona quién participa en la función de penetración durante la actividad sexual; para hombres quiénes tienen sexo con hombres (MSMs), esto a menudo implica penetración utilizando el pene durante el sexo anal u oral. Activo es también utilizado como verbo que significa "para penetrar otro". También puede describir una identidad personal más amplia que implica dominación en una relación romántica o sexual; aun así, esta estipulación no es un elemento requerido para ser la parte activa.

## Pasivo
El pasivo es normalmente el participante receptor durante la penetración sexual. Esto frecuentemente se refiere a MSMs que son penetrados por el ano durante el sexo anal. Pasivo es también utilizado como verbo que significa "para ser penetrado por otro, analmente u oralmente". También puede describir un contexto social más amplio de sumisión dentro de una relación romántica o sexual, aunque este elemento no se aplica a todas las personas que prefieren ser pasivos.

## Versátil
Versátil se refiere a una persona que disfruta ambos roles, siendo activo y pasivo, o siendo dominante y sumiso, y puede alternar entre los dos en situaciones sexuales. Cada participante penetra al otro y es penetrado alternativamente.
La versatilidad es un concepto de estilo de vida. La versatilidad, aun así, no está limitada a los actos simples de penetración anal, oral o vaginal, sino que también incluye la división de deberes y responsabilidades en la relación.

## Predominio
Ningún estudio científico se ha llevado a cabo en cuanto a qué porcentaje de la población masculina homosexual y bisexual prefiere cualquiera de los roles. La suposición popular es que la mayoría prefiere ser pasivo y quienes prefieren ser activos son la minoría. Sobre un total de 55,464 perfiles en gay.com de los Estados Unidos mostraron que el 26.46% prefiere ser activo, mientras el 31.92% prefiere ser pasivo, y el grupo más grande con un 41.62% prefiere ser versátil. Las preferencias parecen variar de manera regional, aun así, en Wyoming, por ejemplo, el 16% prefiere activo, 44% prefiere pasivo, y 40% prefiere versátil. En Virginia Occidental, los porcentajes se estrechan (32% activos, 29% pasivos, y 39% versátiles). En Oregón, "los perfiles versátiles" son la mayoría (48.42%).